# Кулеше-Косьцельне (гмина)
Кулеше-Косьцельне (пол. Kulesze Kościelne) — сельская гмина (волость) в Польше, входит как административная единица в Высокомазовецкий повет, Подляское воеводство. Население — 3405 человек (на 2004 год). Административный центр гмины — деревня Кулеше-Косьцельне.

## Демография
| Перепись                       | Всего   | Всего | Женщины | Женщины | Мужчины | Мужчины |
| ------------------------------ | ------- | ----- | ------- | ------- | ------- | ------- |
| Единицы                        | человек | %     | человек | %       | человек | %       |
| Население                      | 3405    | 100   | 1676    | 49,2    | 1729    | 50,8    |
| Плотность населения (чел./км²) | 29,5    | 29,5  | 14,5    | 14,5    | 15      | 15      |

## Поселения
1. Хояне-Бонки
2. Хояне-Горчаны
3. Хояне-Павловента
4. Хояне-Пецки
5. Хояне-Сероцента
6. Хояне-Станковента
7. Чарново-Бики
8. Фаще
9. Голаше-Мосьцицке
10. Голаше-Домб
11. Гродзке-Щепановента
12. Калиново-Сольки
13. Кулеше-Косьцельне
14. Кулеше-Литевка
15. Кулеше-Подлипне
16. Кулеше-Подавце
17. Леснево-Недзведзь
18. Низолки-Добки
19. Нове-Гродзке
20. Нове-Калиново
21. Нове-Вехы
22. Нове-Выкно
23. Стара-Литва
24. Старе-Гродзке
25. Старе-Калиново
26. Старе-Низолки
27. Старе-Выкно
28. Стыпулки-Гемзино
29. Тыборы-Ушиньске
30. Вноры-Пажохы
31. Вноры-Вехы
32. Вноры-Выпыхы

## Соседние гмины
1. Гмина Кобылин-Божимы
2. Гмина Колаки-Косьцельне
3. Гмина Рутки
4. Гмина Соколы
5. Гмина Высоке-Мазовецке